# Receiver Automatic Programming System
Das Receiver Automatic Programming System [ɹɪˈsiːvə ˌɔːtəˈmætɪk ˈpɹəʊɡɹæmɪŋ ˌsɪstəm] (RAPS) aktualisiert automatisch die Senderdaten eines Empfangsgerätes.
Das RAPS-System vergleicht dabei die abgespeicherten Fernseh- und Radioprogramme mit der im Hintergrund gesendeten Programmliste des Satelliten- oder Kabelanbieters, dadurch verpasst der Anwender keine Änderung oder einen Start eines neuen Programmes.
Es ist weiterhin möglich, die Liste manuell zu erweitern oder seinen Wünschen anzupassen.
Dieser Service wird zurzeit kostenlos über die Satelliten Astra 19,2° und Eutelsat Hot Bird 13° Ost über deren DVB-S Databroadcast ausgestrahlt und kann von geeigneten Receivern empfangen werden.